# Pseudobacteriovoracaceae
Famille
Les Pseudobacteriovoracaceae forment une famille de bactéries à Gram négatif de l'ordre des Oligoflexales de la classe des Oligoflexia dans le phylum des Pseudomonadota.

## Description
Cette famille Pseudobacteriovoracaceae a été publiée en même temps que la description de le nouvelle espèce Pseudobacteriovorax antillogorgiicola aussi sa propre description repose essentiellement sur cette espèce. Il s'agit de bactéries à gram négatif, aérobies obligatoires et nécessitant la présence NaCl pour leur croissance. Cette famille se caractérise aussi par la structure secondaire de l'ARNr 16S.

## Taxonomie
Le nom correct complet (avec auteur) de ce taxon est Pseudobacteriovoracaceae McCauley et al. 2015.
Cette famille est créée en 2015 par Erin P. McCauley (d), Brad Haltli (d) et Russell G. Kerr (d), tous du collège vétérinaire de l'Atlantique (Charlottetown, Canada).
Le genre type est : Pseudobacteriovorax McCauley et al., 2015.

### Étymologie
L'étymologie de cette famille est la suivante : Pseu.do.bac.te.ri.o.vo.ra.ca.ce’ae. N.L. masc. n. Pseudobacteriovorax, le genre bactérien type de cette famille ; L. fem. pl. n. suff. -aceae, suffixe utilisé pour désigner une famille ; N.L. fem. pl. n. Pseudobacteriovoracaceae, la famille du genre Pseudobacteriovorax ». Le nom de cette famille est ensuite publié dans la liste des notifications de l'IJSEM.

### Liste des genres
Selon LPSN (13 juin 2023), cette famille n'a qu'un seul genre :
- Pseudobacteriovorax McCauley et al., 2015

## Publication originale
- (en) Erin P. McCauley, Brad Haltli et Russell G. Kerr, « Description of Pseudobacteriovorax antillogorgiicola gen. nov., sp. nov., a bacterium isolated from the gorgonian octocoral Antillogorgia elisabethae, belonging to the family Pseudobacteriovoracaceae fam. nov., within the order Bdellovibrionales », International Journal of Systematic and Evolutionary Microbiology, Society for General Microbiology (d), vol. 65, no 2,‎ 1er février 2015, p. 522-530 (ISSN 1466-5026 et 1466-5034, OCLC 807119723, PMID 25389148, DOI 10.1099/IJS.0.066266-0, lire en ligne).